# Nigar Shikhlinskaya
Nigar Huseyn Afandi Gizi Shikhlinskaya (azéri : Nigar Hüseyn Əfəndi qızı Şıxlinskaya, /niɟɑr hysejn æfændi gɯzɯ ʃɯxlinskaja/ ; née Gayibova le 10 octobre 1871 ou le 21 mars 1878 à Tbilissi et morte le 15 août 1931 à Bakou) fut la première infirmière azerbaïdjanaise. 
Elle parlait couramment plusieurs langues, dont le russe et le français, et a servi sur le front occidental de la Première Guerre mondiale, où elle a ouvert l'hôpital de la Croix-Rouge. 
Le 1er août 1914, elle publie un appel aux femmes dans le journal Russkiy Invalid. Elle a codirigé la communauté de la Croix-Rouge, créée par les femmes des officiers, jusqu'en 1918.

## Biographie

### Jeunesse et études

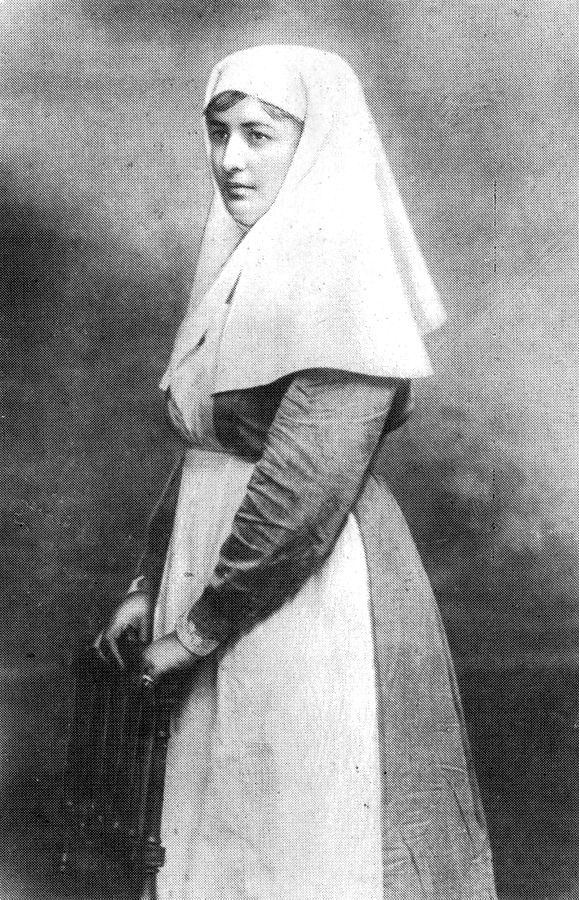
Nigar Shikhlinskaya, probablement pendant la guerre.

Shikhlinskaya est la fille du visionnaire Huseyn Afandi Gayibov. Après l'obtention d'une médaille d'or à l'Université Transcaucasienne pour Femmes de Tbilissi en 1889, elle devient la première femme azerbaïdjanaise à obtenir une éducation supérieure. 
Shikhlinskaya devient veuve à la mort de Dervish-Bek Palavandishvili (en), un noble géorgien. Le 27 octobre 1909, elle épouse le colonel et commandant azéri Ali-Agha Shikhlinski ; le couple s'installe à Tsarskoïe Selo. 

### Première Guerre mondiale
Le 2 août 1914, elle rejoint Shikhlinski à l'état-major des gardes du district militaire de Saint-Pétersbourg. Plus tard, elle est élue à la tête du Comité des Femmes de l'École des Officiers d'Artillerie. L'hôpital qui y est associé est devenu connu sous le nom d'hôpital Shikhlinskaya. 
Elle a entretenu une correspondance épistolaire versifiée avec son mari. Dans ses mémoires, Shikhlinski rappelle que sa femme a écrit au foyer de soldats blessés dans deux langues étrangères (en plus du russe) et que les soldats l'appelaient Maman (Mamasha). 
En 1916, son parent proche, Farrukh Gayibov (en), qui est considéré comme le premier pilote de combat azerbaïdjanais, meurt dans une bataille aérienne. 

### Après-guerre
Le 10 mars 1920, Shikhlinski, en tant que vice-ministre de la Défense de la République démocratique d'Azerbaïdjan, fonde la Société du Croissant-Rouge azerbaïdjanais. Shikhlinskaïa en devient la pionnière. 
Shikhlinski écrit dans ses mémoires : « La mort de ma femme a été un coup fatal pour moi. Tout est parti avec ma femme – le bonheur et la santé. ». 
Il n’est pas certain que Shikhlinskaya ait eu des enfants. Dans son article « La vie du général Ali Agha Shikhlinski », le lieutenant-colonel et haut responsable scientifique Shamistan Nazirli, du ministère de la Défense azerbaïdjanais, attache une photo prise au début du siècle où elle apparaîtrait avec son fils.